# Johannes Kruppke
Johannes Kruppke (* 18. Mai 1901 in Tiegenhof; † 27. September 1957 in Göteborg) war ein deutscher Arbeiter und Politiker (SPD).

## Leben
Kruppke war wie sein Vater ungelernter Arbeiter in Tiegenhof. In der Freien Stadt Danzig schloss er sich der SPD an und war für diese 1927 bis 1937 Mitglied des Kreistages des Kreises Großes Werder und von 1931 bis 1937 Stadtverordneter in Tiegenhof. 1932 war er Mitglied des SPD-Landesvorstands Danzig. 1927 bis 1937 gehörte er dem Volkstag an.
Nach der Machtergreifung der Nationalsozialisten wanderte er 1937 nach Schweden aus und kehrte nicht mehr dauerhaft zurück nach Deutschland.